# Ilka Gedő

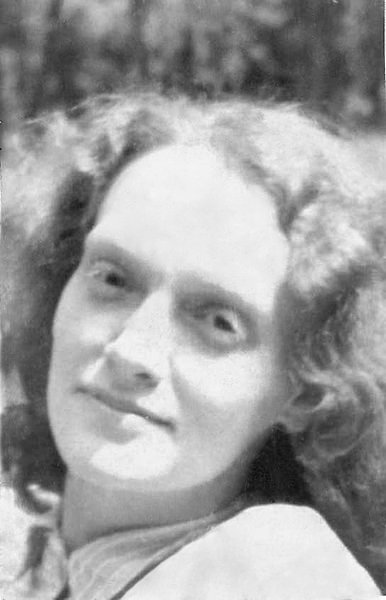
Ilka Gedő (um 1960)

Ilka Gedő (* 26. Mai 1921 in Budapest; † 19. Juni 1985 ebenda) war eine bedeutende Vertreterin der ungarischen Grafikkunst und Malerei. Bis zum Jahre 1949, als sie ihre künstlerische Laufbahn vorläufig beendete, schuf sie ein sehr umfangreiches Grafikwerk, das verschiedene Serien von Zeichnungen („Selbstporträts“, „Ganz Fabrik“, „Tischserie“) umfasst. Sie interessierte sich für kunstphilosophische und kunstgeschichtliche Fragen und fertigte Übersetzungen aus Goethes Farbenlehre an. Nach einer Unterbrechung von anderthalb Jahrzehnten setzte sie ihre Laufbahn im Jahre 1964 fort. 1969/1970 verbrachte sie ein Jahr in Paris. In den zwei Schaffensperioden sind 152 Gemälde und eine sehr große Zahl von Zeichnungen entstanden.

## Leben

### Die Familie
Ilka Gedő wurde als Tochter von Simon Gedő und Elsa Weisskopf geboren. Gedő wuchs in einer Familie auf, in der sie die Möglichkeit erhielt, eine gebildete und sensible Künstlerin zu werden. Ihr Vater war Gymnasiallehrer für ungarische Literatur und deutsche Sprache, ihre Mutter eine Büroangestellte mit unerfüllten schriftstellerischen Ambitionen.

### Die frühen Jahre bis 1939
Gedő besuchte die Új Iskola (Neue Schule), eine Institution, gegründet von Frau László Domokos, geborene Emma Löllbach, die sich die Reformbestrebungen der neuen Pädagogik, wie etwa Gruppenarbeit, projektbezogener Unterricht, zu eigen machte. Gedő begann bereits als kleines Kind allein, ohne Lehrer zu zeichnen und war in ihren Jugendjahren schon eine routinierte Grafikerin. Von früher Kindheit an hielt sie ihre Erlebnisse in Zeichnungen beinahe tagebuchartig fest. Die Zahl ihrer Kinder- und Jugendwerke beträgt ungefähr 2000 Zeichnungen.

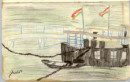
Kinderzeichnung, 1934, Nachlass Ilka Gedő

Kinderzeichnung, 1934, Nachlass Ilka Gedő

Die Skizzenhefte sind beinahe vollständig erhalten geblieben und sind in ihrer Handschrift mit Datum und Themenangabe versehen.
Von der Zeit der Kinderzeichnungen bis zum Abitur, also bis zum Erwachsenwerden, habe ich unaufhörlich gezeichnet. Erinnerungsbilder aus der Vergangenheit: Das Mädchen ist 10 Jahre alt und läuft während der Sommerferien in Tirol in dem wildfremden Dorf mit dem Skizzenbuch auf der Suche nach Motiven umher. Sie ist 11 Jahre alt und arbeitet todernst am Balatonufer. Sie ist 13, 14, 15 Jahre alt und zeichnet die im Városmajor Schach spielenden Leute und die auf den Bänken sitzenden alten Damen mit der höchsten Konzentration und mit dem entschlossenen Zorn eines Asketen, damit alles genau so aussieht. Im Durcheinander des Samstagsmarkts versucht sie das Unmögliche: eine rasch verschwindende Geste festzuhalten. Sie errötet vor Zorn, wenn Leute in ihr Heft hineinsehen, dennoch bezwingt sie die Scham und Abscheu aufgrund des Aufsehens.
Beim Lesen der Erinnerungen stellt sich heraus, dass das Zeichnen für Gedő schon in ihrer Kindheit sowohl eine über alles geliebte Tätigkeit als auch eine Flucht war.

### Jugendjahre (1939–1945)
Nach dem Abitur wollte Gedő nach Paris gehen, jedoch bricht der Zweite Weltkrieg aus. Es ist ihr aufgrund der ungarischen Judengesetze nicht möglich, die Kunstakademie zu besuchen. Gedő erhält Unterricht in der Zeichenschule von Tibor Gallé und besucht zwischen 1942 und 1944 auch die Freie Schule von István Örkényi-Strasser.
Bereits die um 1939/1940 entstandenen Blätter zeugen von einem ausgeprägten Gefühl für die Malerei und einer immer sichereren Technik. Die Reihe ihrer Zeichnungen lässt sich chronologisch ordnen, und so begegnet man einem visuellen Tagebuch. Dieses Tagebuch führte sie auch während der im Ghetto verbrachten Monate des Terrors weiter.
Während des Zweiten Weltkriegs kam Gedő im Sommer 1944 in das Zwangsghetto von Budapest. Im Sommer 1944 zog Gedő in das mit gelbem Judenstern versehene Haus in der Erzsébet krt 26. Dieses Haus, in dem Gedő bis zum 18. Januar 1945 lebte, befand sich in der unmittelbaren Nähe des späteren Ghettos. Zunächst war dieses Gebäude Teil des Notkrankenhauses in der Wesselényi Miklós utca 44, das später als Obdach für Waisen oder verlassene Kinder diente. Diese Kinder erscheinen auf den Ghettozeichnungen.
Im Ghetto sind auch vier Selbstbildnisse entstanden. 1944 war die Künstlerin erst 23 Jahre alt, dennoch blickt uns auf einem der im Yad Vashem Art Museum vorhandenen Selbstbildnisse eine Person an, deren Alter nicht definierbar ist oder die doch eher gealtert scheint. Die Augen zeugen von der schon erfolgten Gebrochenheit, die aus dem Bogen der zusammenpressten Lippen nach unten verlaufende Linie hingegen zeigt, dass sie noch Kraft für den Kampf um ihr Leben hat.

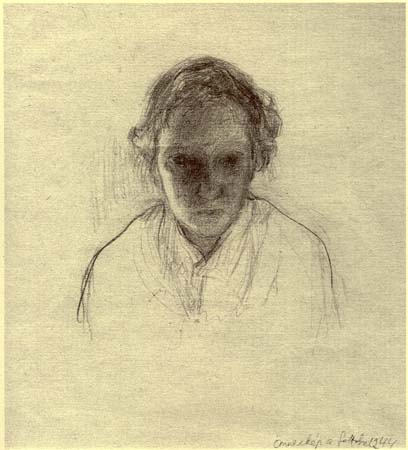
Ilka Gedő Selbstporträt aus dem Budapester Ghetto, 1944, Yad vashem, Art Museum
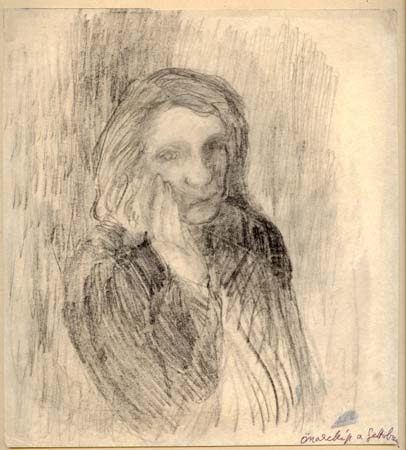
llka Gedő Selbstporträt aus dem Budapester Ghetto, 1944, Nationalgalerie, Budapest
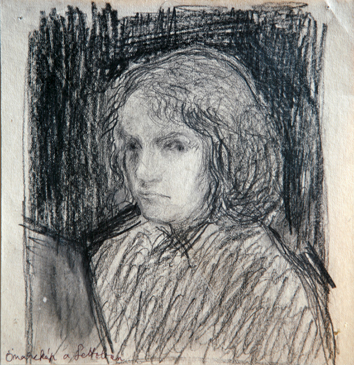
llka Gedő Selbstporträt aus dem Budapester Ghetto, 1944, Jüdisches Museum, Budapest

„Dieses Selbstbildnis, eines der frühesten der Künstlerin, zeichnet sich durch seine verschwommene Gestalt aus, in der die Identität gleichsam ausgelöscht wird. Ilka Gedő, obwohl gerade einmal 23 Jahre alt, hat sich hier als alte Frau porträtiert. Das verschattete Gesicht, die trüben Augen und die hängenden Schultern künden von Ermüdung und Niedergeschlagenheit. In ihren nach dem Krieg entstandenen Selbstporträts führte die Künstlerin diesen expressiven Stil fort, der eine schmerzhafte Innenschau verbildlicht.“
Auf einer anderen Zeichnung blickt ebenfalls eine alte Frau auf, die sich mit dem Ellbogen auf den Tisch stützt, während ihr Kopf auf der Hand ruht und ihr Blick sich auf den Betrachter richtet. Das rechte Auge sieht uns an, während der Blick des anderen Auges sich zunächst in der Ferne zu verlieren scheint, doch letztendlich auch den Betrachter anblickt.

### Die Zeitperiode von 1945 bis 1949
Im Herbst 1945 immatrikulierte sich Gedő an der Ungarischen Akademie der Bildenden Künste. Gedő verließ die Akademie nach einem halben Jahr, vermutlich, wie in einem ungarischen Ausstellungskatalog erwähnt wird, aufgrund familiärer Gründe. Man weiß nicht genau, was diese Gründe gewesen sein könnten, doch handelte es sich dabei höchstwahrscheinlich um die Eheschließung der Künstlerin, denn ihre Ehe nahm einen äußerst stürmischen Anfang.
Auch in dieser Periode nahm Gedő mit ihren Werken am Kunstleben teil. 1947 wurde ihr Sohn Dániel, 1953 ihr zweiter Sohn Dávid geboren. Die in ihrer Ehe auftauchenden Komplikationen und das Familienleben bereiteten der jungen Mutter immer größere Sorgen. Wie ihr Tagebuch von 1949 bezeugt, war sie mit jener Frage konfrontiert, ob eine Frau sich überhaupt mit Kunst beschäftigen kann und ob die künstlerische Tätigkeit einerseits und Familie sowie Kindererziehung andererseits miteinander vereinbart werden können. Über den unversöhnlichen Gegensatz zwischen der bürgerlichen Lebensweise und der Kunst, der eine Künstlerin viel mehr trifft als einen Künstler, schreibt sie: „Paula Modersohn-Becker war eine begabte Malerin. (Sie ist jene Ausnahme, die die Regel bestätigt.) Sie starb im Alter von dreißig Jahren, nach der Geburt ihres Kindes. Sie tat sehr gut daran. Sie hat ein schönes Werk hinterlassen. Mit ganz kühler Wissenschaftlichkeit, was ist der Grund dafür, dass im Mittelalter die Mönche malten und die Nonnen nicht? Warum finden wir in der ganzen chinesischen und japanischen Malerei keinen einzigen weiblichen Namen?“
Selbstporträtserie / Selbstbildnisse (1945–1949)
Die Serie von Selbstbildnissen aus der Zeit in der Fillér utca üben aufgrund ihrer grausamen Aufrichtigkeit und authentischen künstlerischen Kraft eine starke Wirkung aus. Für den Künstler, der Porträts zeichnet oder malt, gibt es kein kooperativeres Modell als das eigene Selbstbildnis, das Bild, das ihm aus dem Spiegel entgegenblickt.
Das im Spiegel erscheinende Porträt des Künstlers oder der Künstlerin steht immer zur Verfügung. Doch, so schreibt Sabine Melchoir-Bonnet, „muss versucht werden, den Spiegel zu verführen, denn versäumen wir das, so taucht aus ihm plötzlich das boshafte zweite Ich der sich selbst betrachtenden Person auf, der Grimassen schneidende Teufel, die erschütternde Projektion der inneren Dämonen.
Die Aufgabe, sich selbst zu betrachten, ist hauptsächlich jene der Frauen, die in einer bestimmten Periode in der Entwicklung der Kultur ihr Ich unter dem Blick einer anderen Person aufbauen. Obwohl die Zivilisation den Frauen bereits außerhalb des Paradigmas von Schönheit-Verführung-Liebe auch Erfüllungen bietet, bleibt der Spiegel nach wie vor der mit Vorliebe behandelte und zerbrechliche Ort der Weiblichkeit. Der Spiegel ist ein Urteilsgericht, das kein Erbarmen kennt: Er bestellt seine Besitzerin jeden Morgen zu sich, damit die Frau eine Bestandsaufnahme ihres Charmes durchführen kann, bis zu dem Zeitpunkt, wenn gesagt wird, dass sie nicht mehr die schönste Frau ist.“

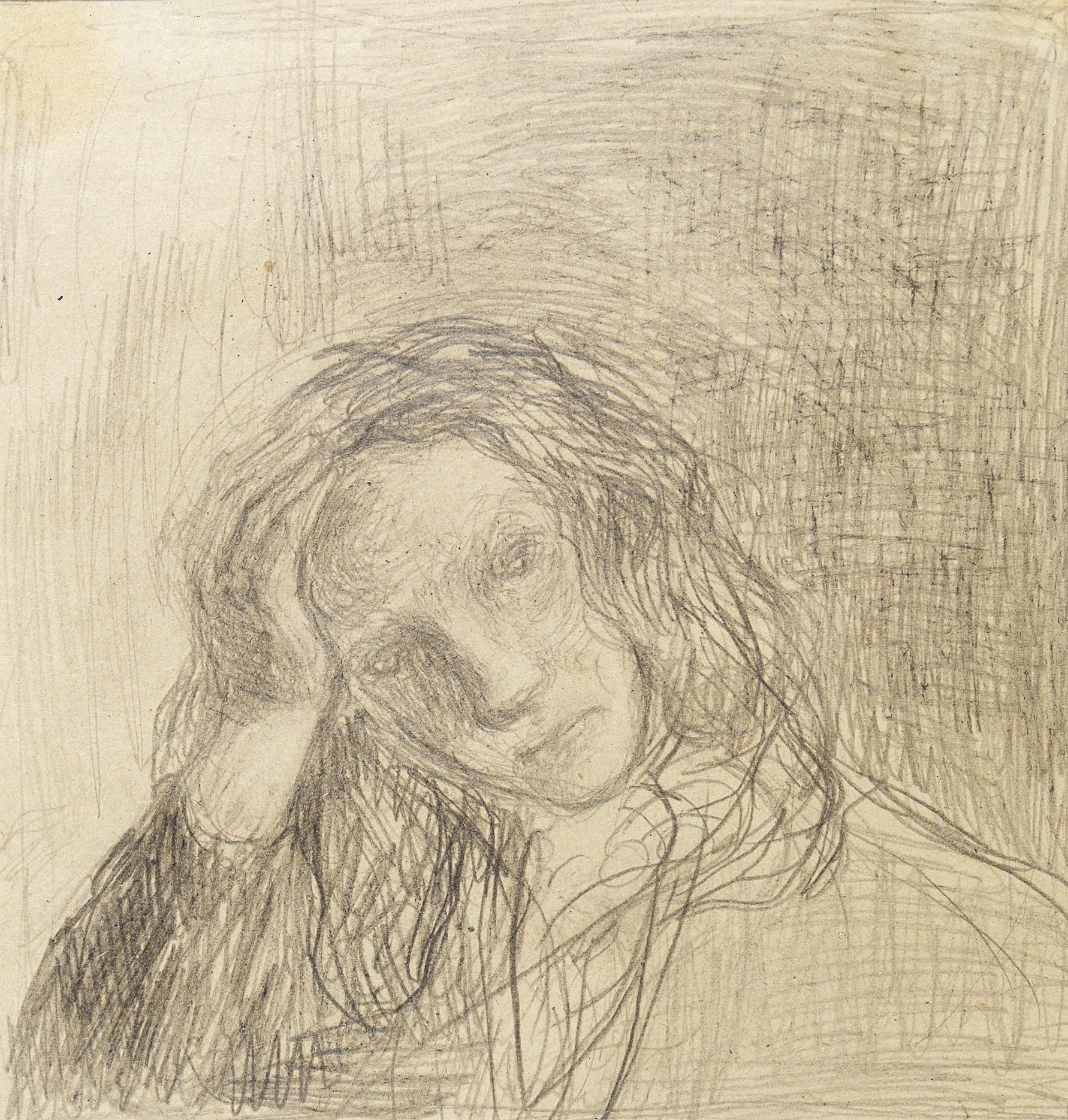
Selbstporträt, 1948, Nationalgalerie, Budapest
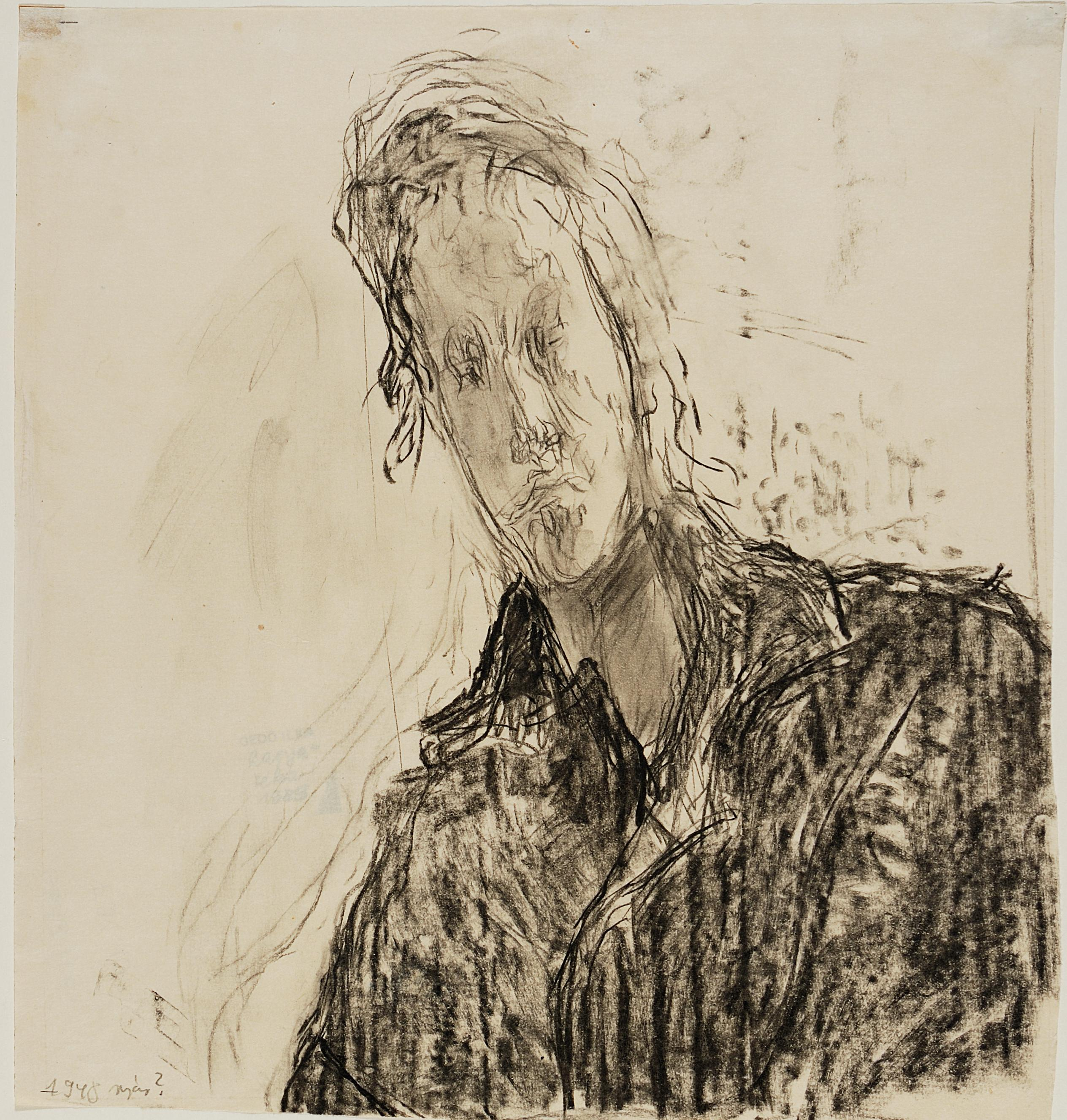
Selbstporträt, 1948, Nationalgalerie, Budapest
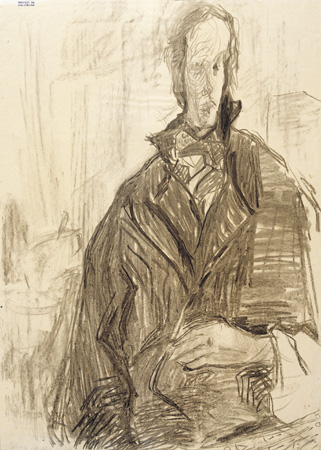
Selbstporträt, 1948, Nationalgalerie, Budapest
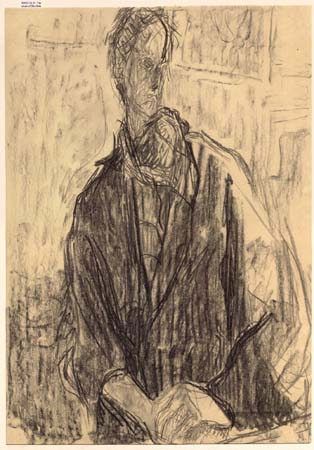
Selbstporträt, 1948, Herzog Anton Ulrich Museum, Braunschweig
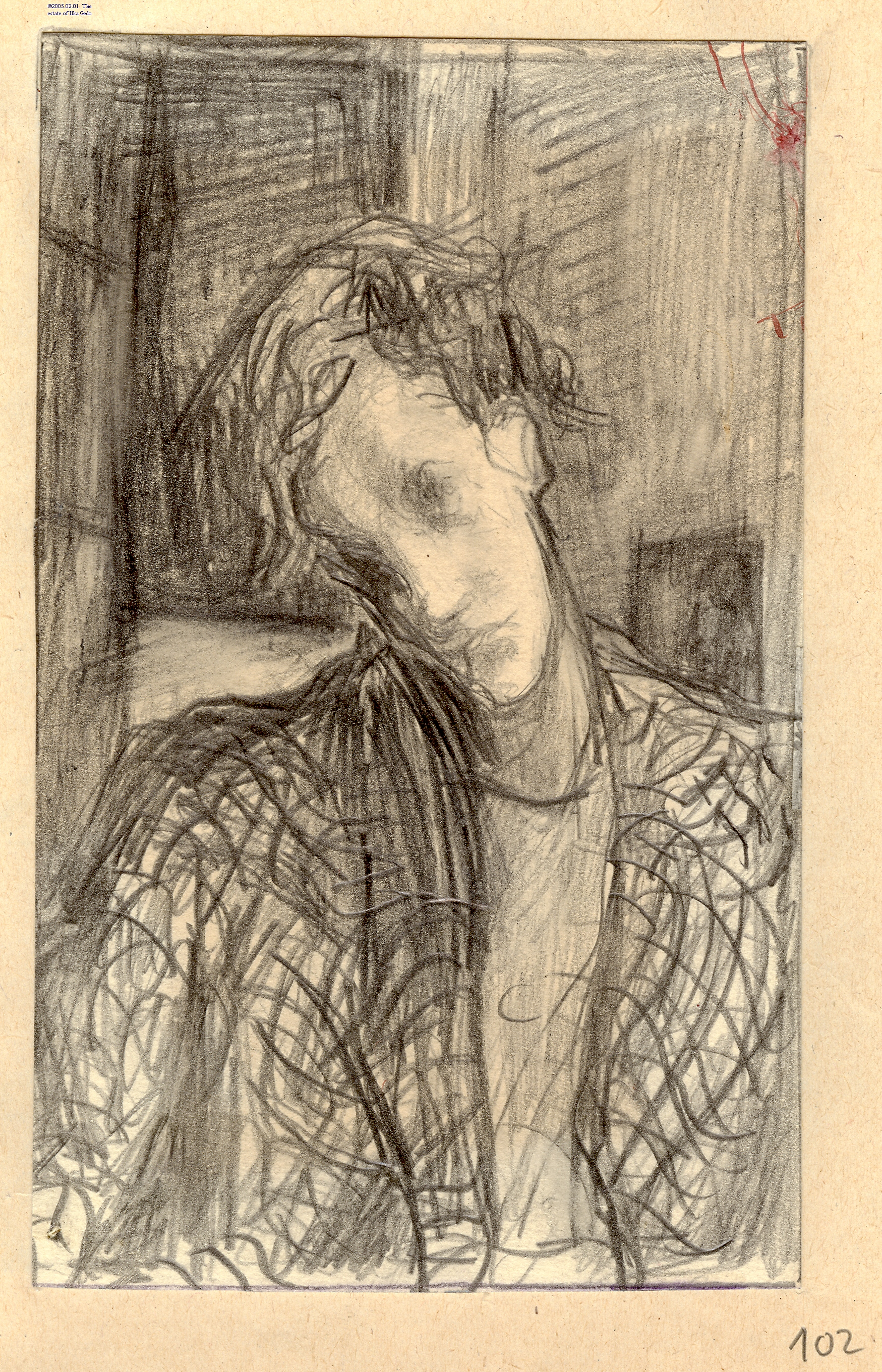
Wehmütiges Selbstporträt, 1946–1947, The Museum of Modern Art, New York
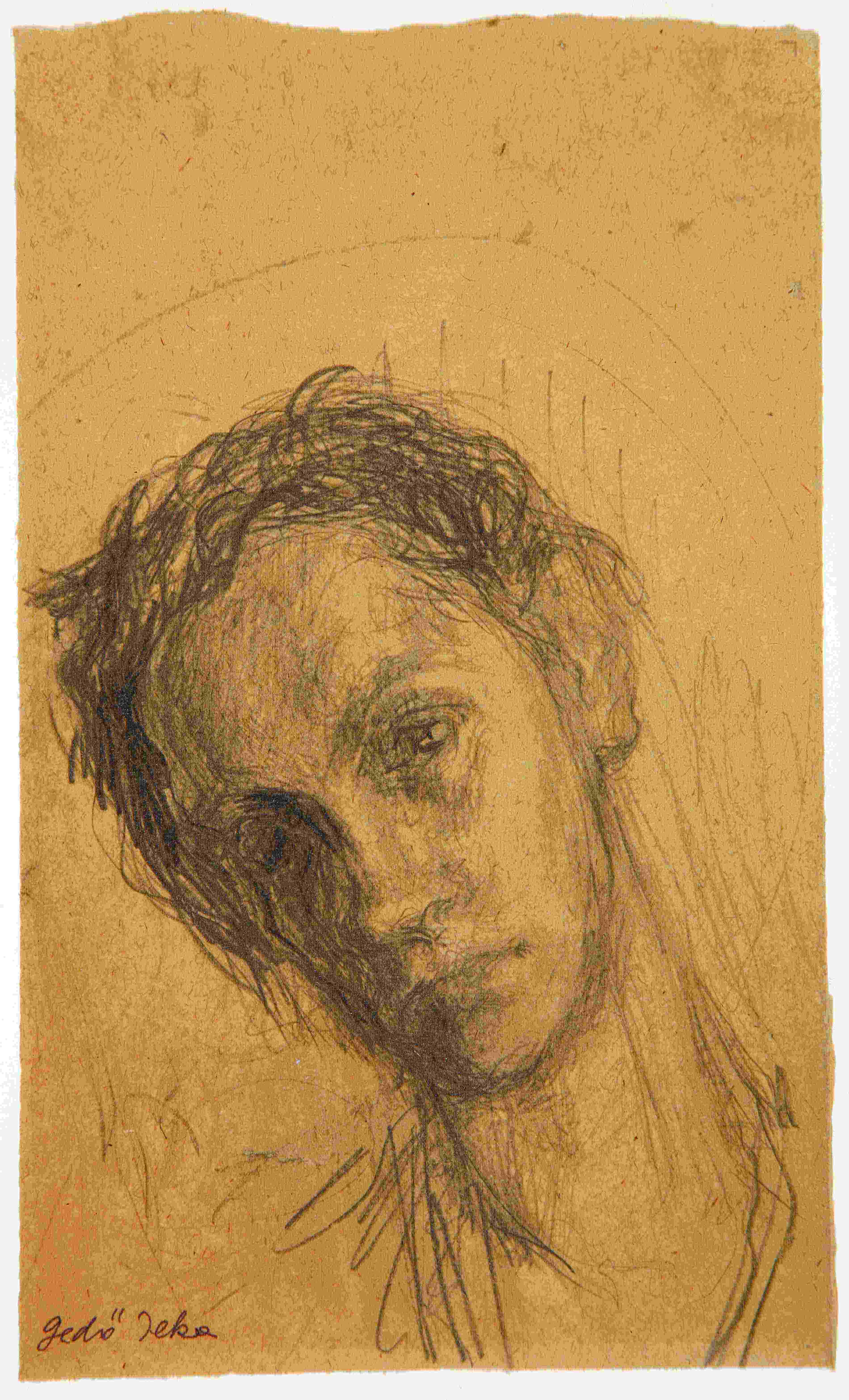
Selbstporträt, 1946, Museum Kunstpalast

Die Zeichnerin des Selbstporträts sitzt vor dem Spiegel, sie posiert, selbst dann, wenn sie sich während des Zeichnens zur Leinwand oder zum Papierblatt beugen muss. Die Zeichnerin des Selbstporträts ist Künstlerin und Modell zugleich, sie ist die Schaffende und Geschaffene, doch auch Betrachterin und Kritikerin. Die Künstlerin stellt nicht nur das visuelle Bild dar. Sie kann nicht umhin, etwas von ihrer Persönlichkeit widerzuspiegeln, denn sie ist es, die den hinter den Augen verborgenen Menschen wirklich kennt.
Zeichnungen in der Ganz-Fabrik und die Tischserie

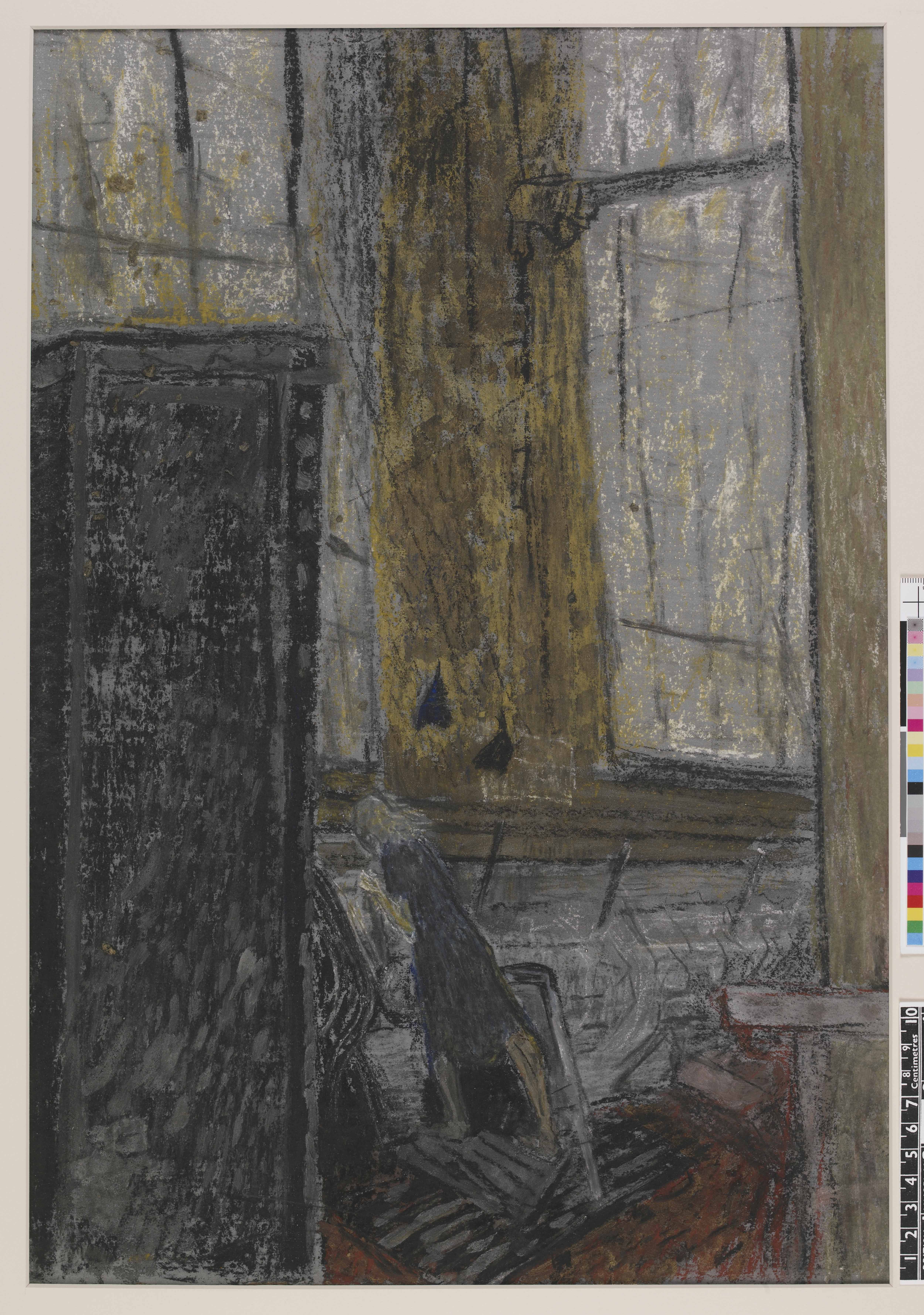
Frauenfigur in der Fabrikhalle, 1947–48, British Museum
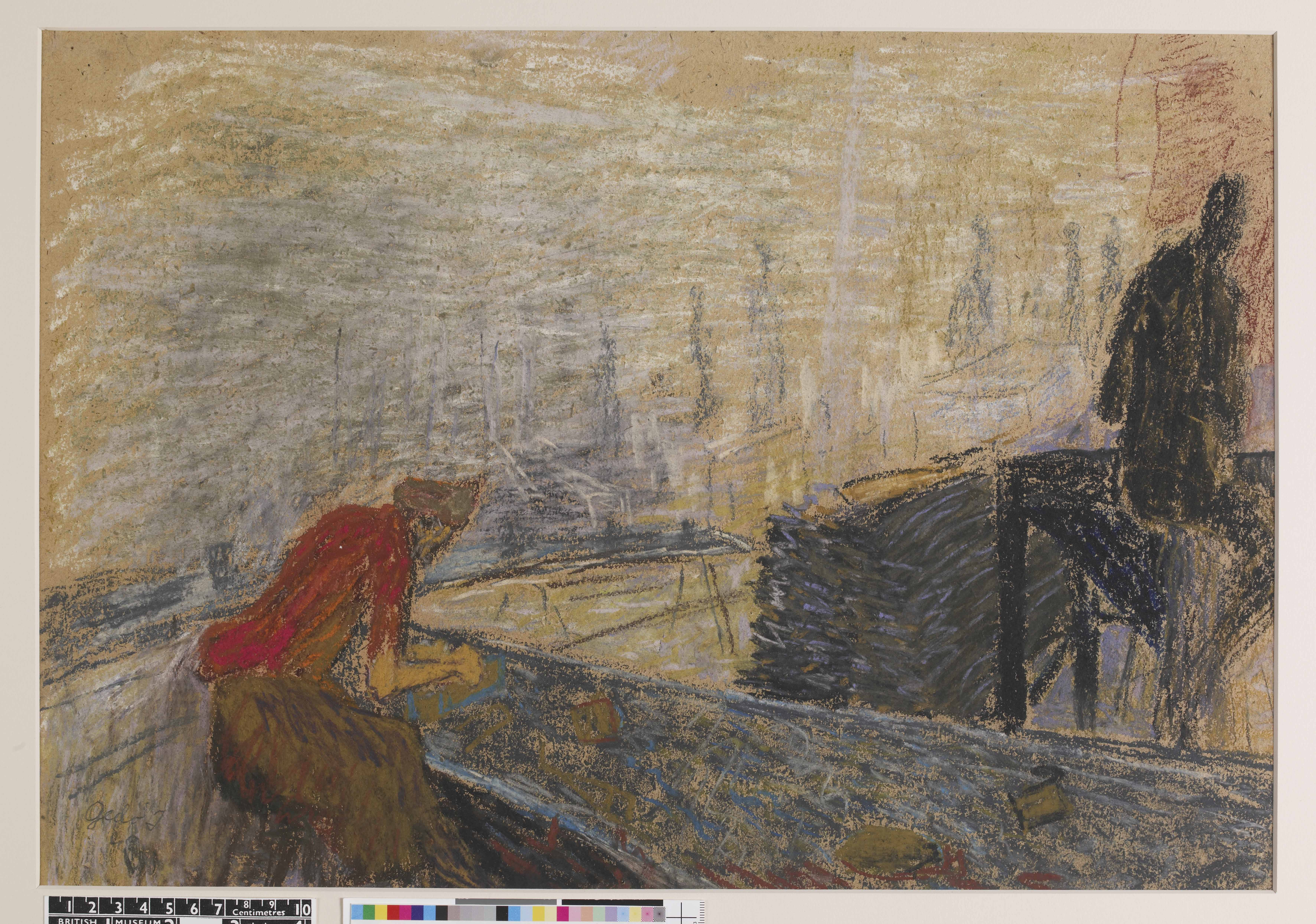
Die Ganz-Fabrik, 1947–48, British Museum
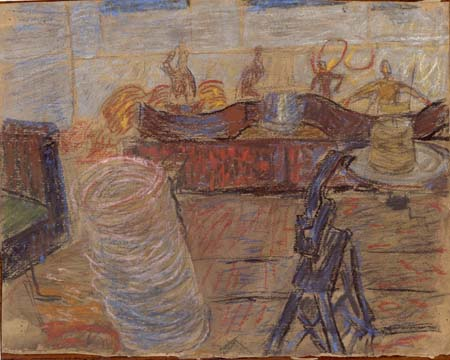
Die Ganz-Fabrik, 1948, Albertina, Wien
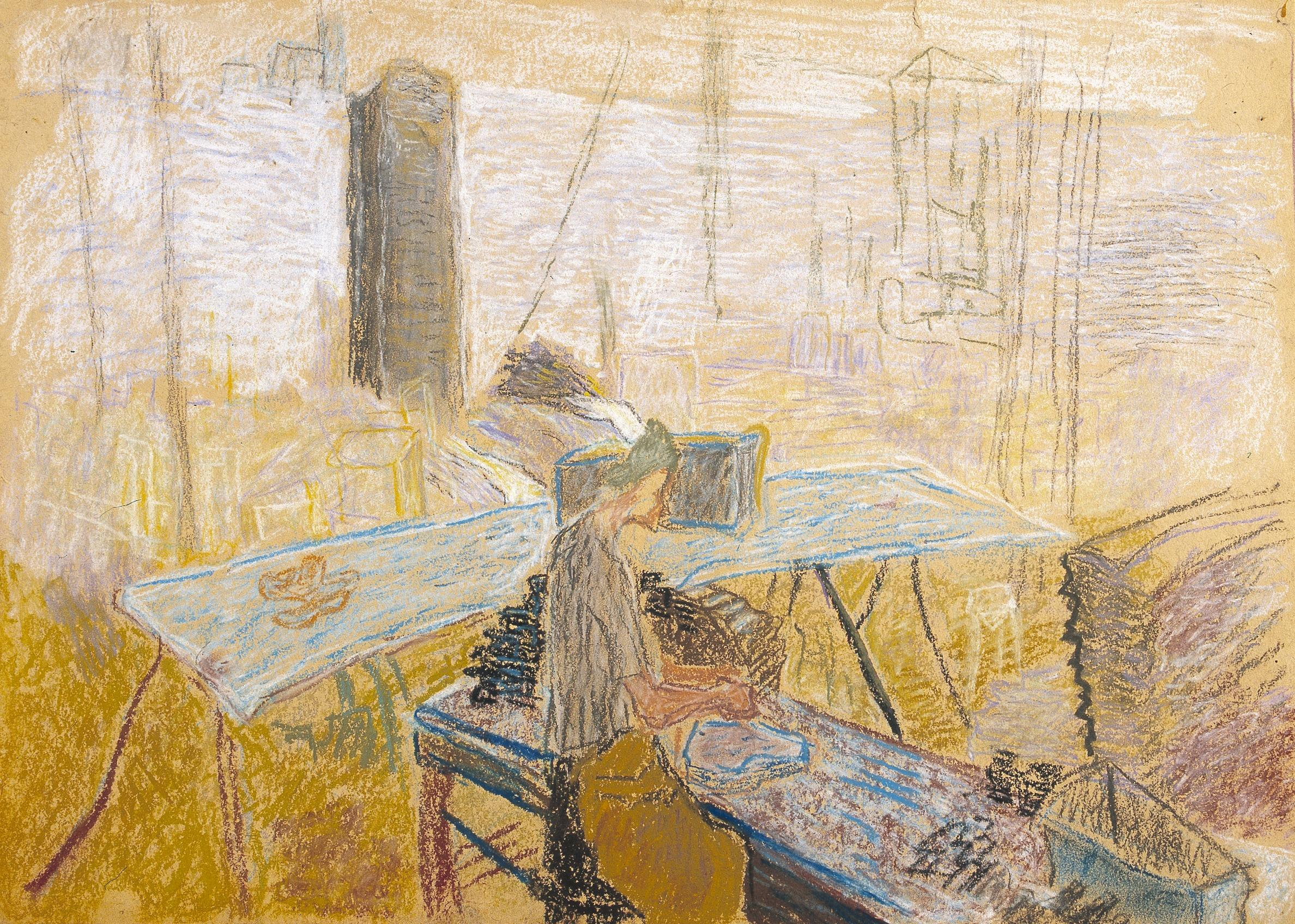
Die Ganz-Fabrik, 1948, Nationalgalerie, Budapest
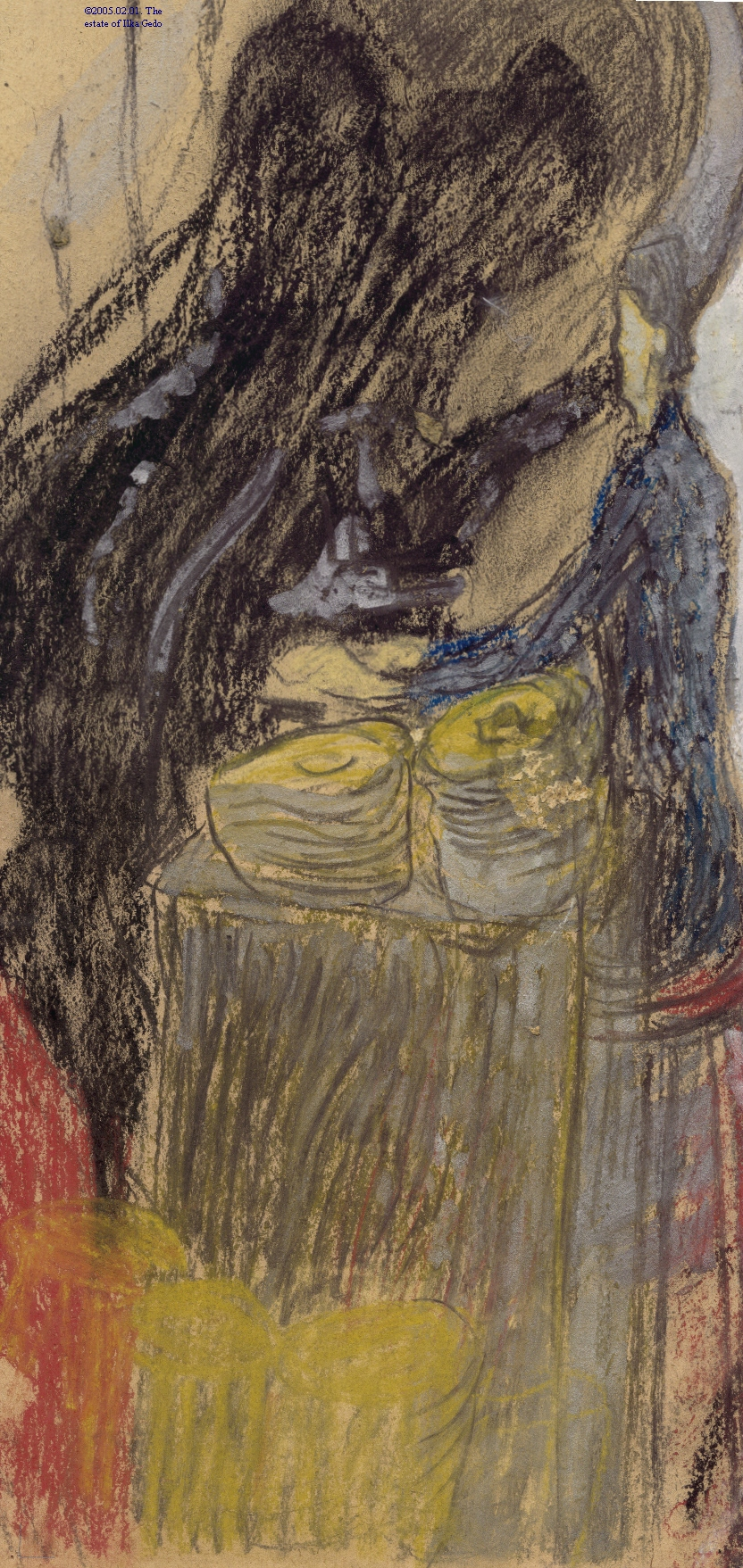
Die Ganz-Fabrik, 1947–48, The Museum of Modern Art, New York
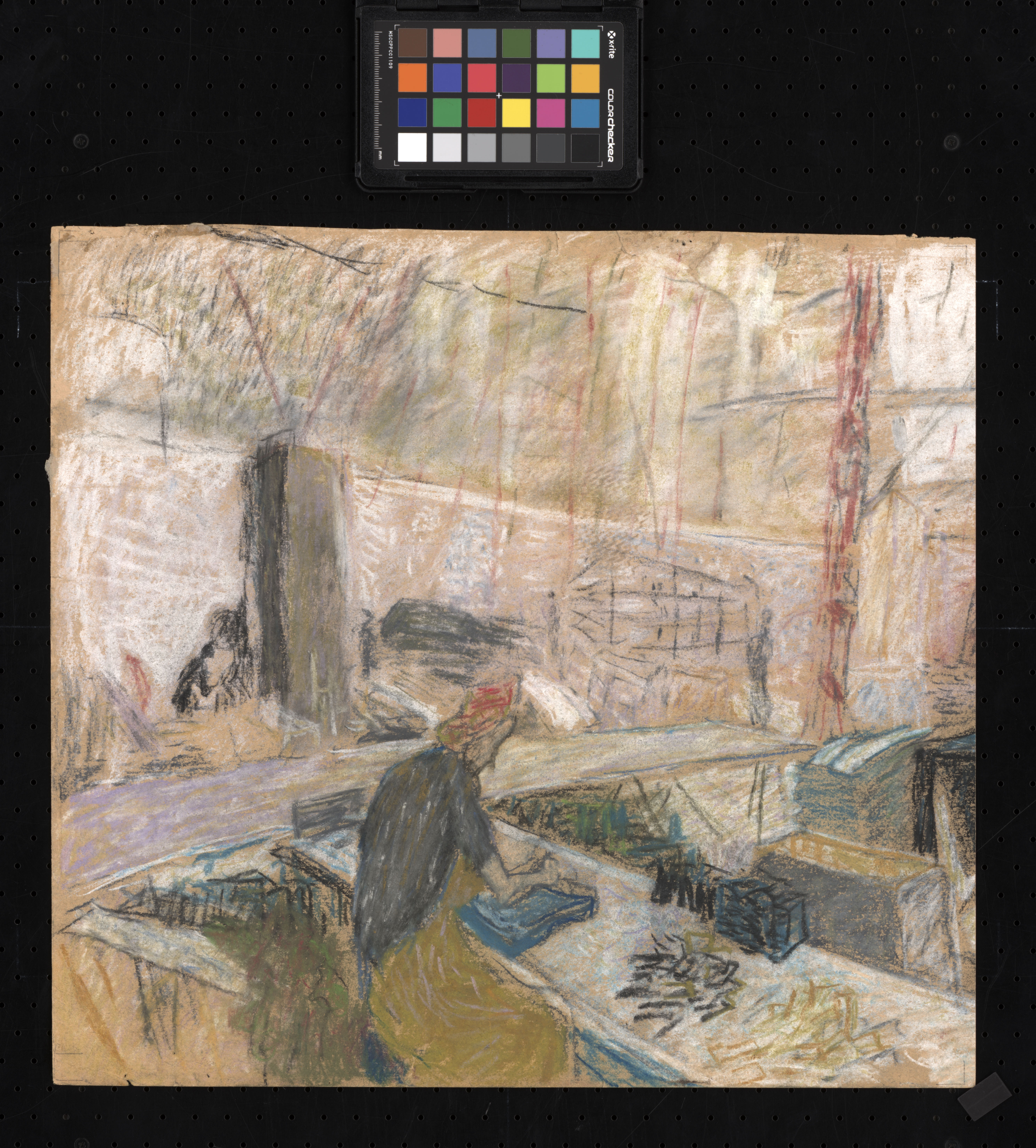
Die Ganz-Fabrik, 1948, Kupferstichkabinett, Berlin

1947 und 1948 erhielt Gedő die Erlaubnis, Studien in der Fabrik der Ganz-Werke anzufertigen, die ganz in der Nähe ihrer Wohnung am Margit körút lag. Ende der vierziger Jahre organisierte ein Ingenieur ein Bildungsprogramm in der Fabrik, und so bekam die Künstlerin die Erlaubnis, dort zu zeichnen.
Die hier entstandene Serie stellt keine vom Sozialismus verlangte Glorifizierung der industriellen Arbeit und des Arbeiters dar. Den Freunden Gedős war das Fabrikthema von vornherein suspekt, und viele dachten, die Künstlerin habe sich der Parteilinie angepasst, obwohl für Gedő die Fabrik nur ihren Hunger nach Modellen und Themen stillte.
Der Gegenstand einer anderen, sehr interessanten Serie sind zwei Thonet-Tischchen.

### Die Jahre des kreativen Schweigens (1949–1964)
Obwohl die Künstlerin Ende 1949 mit dem Zeichnen aufhörte – und an ihrem Entschluss so sehr festhielt, dass sie nicht einmal mit ihren Kindern spielend bereit war, etwas zu zeichnen – erlosch ihr Interesse an der Kunst nicht, und sie begann, kunsthistorische und kunsttheoretische Studien zu betreiben, deren Notizhefte in dem umfangreichen handschriftlichen Nachlass erhalten geblieben sind. Alle Notizhefte sind mit einem Datum versehen: Im September 1949 etwa las sie Gino Severinis theoretische Arbeit über die Malerei. Mit Vorliebe ging sie zu den ursprünglichen Quellen zurück: Sie studierte eingehend das von Hermann Uhde-Bernays herausgegebene zweibändige Werk Künstlerbriefe über Kunst.
Gedő übersetzte sehr lange Abschnitte aus Goethes Zur Farbenlehre, und während sie die Texte mit gründlichen Notizen und Kommentaren versah, interpretierte sie sie nicht nur, sondern rekonstruierte sie mit Hilfe der herauskopierten Illustrationen und der parallel entstehenden, auf Glas gemalten Farbmuster. Ihre Übersetzung umfasst beinahe den gesamten didaktischen Teil, besondere Aufmerksamkeit widmete sie der sechsten Abteilung (Sinnlich-sittliche Wirkung der Farbe).

### Die zweite Schaffensperiode (1965–1985)
Die Gemälde der zweiten Schaffensperiode entstanden mit einer zweistufigen Methode: In der ersten Etappe des Schaffensprozesses wurde eine kleine, durch den Moment inspirierte Zeichnung angefertigt, die auch als ein Abbild eines plötzlichen Gedankens aufgefasst werden kann. Dies war der Ausgangspunkt des Gemäldes, da mithilfe eines Rastergitters die vergrößerte Kopie dieser Zeichnung auf die Leinwand aufgetragen wurde. Gedő arbeitete parallel an mehreren Gemälden, und das war wahrscheinlich auch der Grund dafür, dass sie den Entstehungsprozess der Gemälde in Tagebüchern (Arbeitsheften) registrierte, die sämtliche Fragen, die mit der Komposition des jeweiligen Gemäldes in Zusammenhang standen, enthalten.
Der Entstehungsprozess eines Gemäldes war ein langes, häufig Jahre andauerndes Schachspiel. Schritt für Schritt notierte sich Gedő im Laufe der Anfertigung des Bildes ihre Gedanken und Spekulationen, die sich immer wieder mit der Wechselwirkung der Farben befassten, mit dem Gleichgewicht und der Gegenüberstellung der warmen und kalten Farben. Sie malte mit sehr dünnen Pinseln, und die Arbeitsbücher, die das Entstehen der Gemälde nachvollzogen, erwiesen sich als äußerst nützlich, da sie Gedő ermöglichten, ein entstehendes Bild häufig zum Trocknen beiseitezulegen. Wenn die Künstlerin dann die Arbeit an dem Gemälde fortsetzte, konnte sie den schachspielartigen Entstehungsprozess rekonstruieren.
Kunstblumenserie
Gedő fertigte mit ihren Gemälden zu bestimmten Themen oder Motiven Serien an. Die Kunsthistorikerin Júlia Szabó bemerkt bei der Analyse der Kunstblumenserie: „Ähnlich den großen Malern des 19. Jahrhunderts widmete Gedő der Malerei und der Kompositionspraxis Fernostasiens große Aufmerksamkeit. (…) Als Gedő ihre Arbeit wieder aufnahm, näherte sie sich dem Landschaftsbild mit der Anschauungsweise der Künstler Fernostasiens: Die Pflanzen erscheinen nicht bloß als Ziermotive oder Farbflecken, sondern sind Wesen voller Leben, die Bilder hingegen spiegeln nicht die lebendige Natur, sondern nur deren Essenz oder Schein wider. Das ist der Grund, warum Gedő ihre in den sechziger und siebziger Jahren entstandene Ölgemäldeserie Kunstblumenserie nannte.“
Rosengartenserie

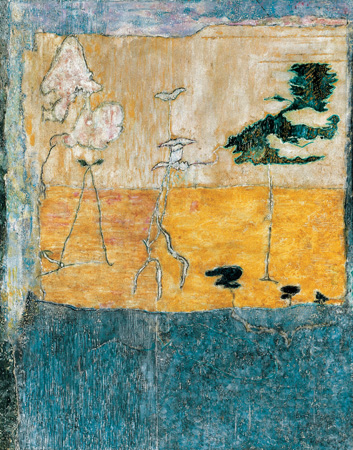
Jardin des Plantes, Paris, 1980, Öl auf Papier, 57.5 × 46 cm

Der Betrachter des Gemäldes Jardin des Plantes (Album/Farbtafel: 122) steht überwältigt vor dem Bild. Er ist in eine Landschaft von unfassbarer Schönheit gelangt. Das auf dem unteren Teil des Bildes befindliche bläulich-weiße Feld scheint optisch näher zu liegen, während es den Anschein hat, das gelbe Feld darüber befände sich weiter weg und das weißlich-gelbe Feld noch ferner erscheint. Diese beiden letzteren Felder durchkreuzen Blumen- und Pflanzenranken.
Selbstbildnisse auf der Grundlage von Selbstporträtzeichnungen der Jahre 1947 und 1948

Selbstbildnis mit Hut, 1985, Öl auf Papier auf Leinwand, 60 × 48,5 cm

Das aus dem Jahr 1985 stammende Gemälde Selbstbildnis mit Hut (Album/Farbtafel: 150) wurde unter Verwendung einer Tuschzeichnung angefertigt. Der leicht geneigte Kopf, der Blick, der sich fast in der Ferne verliert, erwecken den Eindruck, als ob man ein in ein Album eingeklebtes Foto sähe. Die auf der Leinwand erscheinenden in Schwarz wirbelnden und der Originalzeichnung folgenden Linien drücken Trauer und Todessehnsucht aus. Auch der sacht zur Seite geneigte Kopf vermittelt Todesahnung und Resignation.
Der bekannte ungarische Kunsthistoriker, László Beke bewertet diese Kunst 1980 in seinem an Ilka Gedő gerichteten Brief: „Ich glaube, es ist völlig sinnlos, Parallelen zwischen Ihrer Kunst und den ‚zeitgenössischen‘ Trends zu ziehen, denn Ihre Kunst hätte jederzeit zwischen 1860 und 2000 geboren werden können. Sie bezieht ihre Inspirationen nicht vom ‚Außen‘, sondern vom ‚Innen‘, und ihre Kohärenz und Authentizität leiten sich aus der Beziehung ab, die diese Kunst zu ihrer Schöpferin hat – und das kann unmöglich der Aufmerksamkeit eines jeden Betrachters dieser Werke entgehen.“ Der Brief ist im handschriftlichen Nachlass des Künstlers erhalten.

## Chronologische Übersicht
- 1921: Ilka Gedő wird am 26. Mai in Budapest geboren.
- 1939–42: Dank familiärer Verbindungen erhält sie Unterricht von Victor Erdei.
- 1942–43: Sie zeichnet in der Privatschule von István Örkényi-Strasser.
- 1944: Im Budapester Ghetto entsteht eine große Reihe von Zeichnungen.
- 1945: Sie zeichnet bei dem ehemaligen Bauhäusler Gyula Pap.
- 1946: Heirat mit dem Biochemiker, Endre Bíró.
- 1949: Beendet ihre künstlerische Laufbahn in dem Zeitraum von 1949–1965.
- 1950: Ab 1950 nimmt sie eine lange Zeit nicht am Kunstleben teil. Sie interessiert sich für kunstphilosophische und kunstgeschichtliche Fragen und fertigt Übersetzungen aus Goethes Farbenlehre an.
- 1965: Wiederaufnahme der künstlerischen Tätigkeit.
- 1969–1970: Sie verbringt ein Jahr in Paris.
- 1974: Aufnahme in den staatlichen Verein der Bildenden Künstler.
- 1985: Gedő stirbt am 19. Juni in Budapest. Im Oktober findet eine Einzelausstellung Gedős in Glasgow anlässlich der Ungarischen Kulturellen Wochen statt. Die Kunst Gedős wird in Artikeln der britischen Presse (Glasgow Herald, The Scotsman, Financial Times, The Times, Daily Telegraph, The Observer, The Guardian) gewürdigt.
- 1998: 1998 gelangen 15 Zeichnungen in das Eigentum der Sammlung von Drucken und Zeichnungen des British Museums und sechs Zeichnungen in das Eigentum des Israel Museums.
- Zehn Zeichnungen von Gedő gelangen in das Eigentum des Düsseldorfer Museum Kunstpalasts.
- 2011: 2011 gelangen 8 Zeichnungen von Ilka Gedő in das Eigentum der Sammlung des Kupferstichkabinetts Berlin.
- 2012: 2012 gelangen 3 Zeichnungen von Ilka Gedő in das Eigentum der Buffalo AKG Art Museum, Buffalo, New York, USA
- 2013: 2013 gelangen 12 Zeichnungen von Ilka Gedő in das Eigentum der Grafischen Sammlung der Wiener Albertina.
- 2015: Drei Zeichnungen von Ilka Gedő gelangen in das Eigentum der Sammlung der Modernen und Zeitgenössischen Kunst des Metropolitan Museums. Im selben Jahr erwarb das Museum of Fine Arts, Houston acht Selbstporträtzeichnungen der Künstlerin.
- 2016: Das Herzog Anton Ulrich-Museum in Braunschweig erwarb eine repräsentative Sammlung von 21 Selbstporträtzeichnungen von Ilka Gedő.
- 2020: 2020 gelangen sieben Zeichnungen von Gedő in das New Yorker Museum of Modern Art.

## Ausstellungen (Auswahl)
Einzelausstellungen und Retrospektiven
- 1965: Atelierausstellung
- 1980: Ausstellung der Malerin Ilka Gedő, Museum des Königs Heiliger Stephan, Székesfehérvár, Ungarn[7]
- 1982: Ilka Gedő, Kammerausstellung der Budapester Kunsthalle in Dorottya utca[8]
- 1985: Ilka Gedő (1921–1985), Galerie der Szentendre, Künstlerkolonie[9]
- 1985: Ilka Gedő (1921–1985) Retrospective Memorial Exhibition of Drawings and Paintings, Compass Gallery Glasgow[10]
- 1987: Ilka Gedő (1921–1985), Budapest, Kunsthalle[11]
- 1989: Die Zeichnungen der Malerin Ilka Gedő, das Kunstmuseum von Szombathely, Ungarn[12]
- 1989: Ilka Gedő, Paintings, Pastels, Drawings, 1932–1985, Third Eye Center, Glasgow Third Eye Centre, Glasgow (1989)[13]
- 1994: Ilka Gedő (1921–1985), Janos Gat Gallery, New York[14]
- 1995: Ilka Gedő (1921–1985) Drawings and Pastels, Shepherd Gallery, New York[15]
- 2001: Ilka Gedő, die Graphikerin, 1948–1949, Fővárosi Képtár, Kiscelli Múzeum
- 2003: Ilka Gedő, Galerie der Raiffeisen Bank, Budapest
- 2004–2005: Gedächtnisausstellung Ilka Gedő (1921–1985), Ungarische Nationalgalerie[16]
- 2006: „Weint bittere Tränen in den Teig!“ Ausstellung von Ilka Gedő (1921–1985), Collegium Hungaricum, Berlin
- 2013: Ilka Gedő, die Vorhalle des Ungarischen Nationaltheaters
- 2021: „…Halb Bild, halb Schleier…“ Arbeiten auf Papier von Ilka Gedő (1921–1985), Museum der Bildenden Künste – Ungarische Nationalgalerie[17][18]

Gruppenausstellungen
- 1940: Zweite Ausstellung von OMIKE, Landeskulturvereins der ungarischen Israeliten (OMIKE)
- 1943: Fünfte Ausstellung von OMIKE, Landeskulturvereins der ungarischen Israeliten (OMIKE)
- 1942: Freiheit und das Volk, die Zentrale der Gewerkschaft der Metallarbeiter
- 1945: Die Ausstellung der Gesellschaft der Künstler der sozialdemokratischen Partei und eingeladener Künstler/Künstlerinnen, Ernst Museum, Budapest
- 1947: Die zweite Nationalausstellung der freien Organisation ungarischer Künstler, die Galerie der Hauptstadt
- 1964: Die Gruppe der sozialistischen Künstler 1934–1944, Ungarische Nationalgalerie[19]
- 1970: Galerie Lambert[20]
- 1995: Culture and Continuity: The Jewish Journey, New Yorker Jüdisches Museum
- 1996: From Mednyánszky to Gedő – A Survey of Hungarian Art, Janos Gat Gallery[21]
- 1995: Victims and Perpetrators (Ilka Gedő’s Ghetto Drawings and György Román’s Drawings at the War Criminal Trials), Hungarian Jewish Museum[22]
- 1996: Victims and Perpetrators (Ilka Gedő’s Ghetto Drawings and György Román’s Drawings at the War Criminal Trials), Yad Vashem Art Museum[23]
- 1997–1998: Diaspora and Art, Jüdisches Museum, Budapest
- 1998: Die Levendel Sammlung, das Museum von Szentendre
- 1999: Voices from Here and There (New Acquisitions in the Departments of Prints and Drawings), Israel Museum
- 2000: Directions at the Janos Gat Gallery, Fall Season, Janos Gat Galley[24]
- 2002: Alternative Werkstattschulen des 20. Jahrhunderts, Gemeinschaftsausstellung von Lajos Kassák Museum und Vasarely Museum[25]
- 2003: Die jüdische Frau, Jüdisches Museum, Budapest
- 2003: Nineteenth Century European Paintings Drawings and Sculpture, Shepherd Gallery, New York[26]
- 2003: Das Recht des Bildes (Jüdische Perspektiven in der Modernen Kunst), Museum Bochum[27]
- 2004: Der vergessene Holocaust, Kunsthalle, Budapest
- 2005: Der Holocaust in der bildenden Kunst in Ungarn, Collegium Hungaricum, Berlin[28]
- 2014: Dada und Surrealismus / Umgeordnete Wirklichkeit, Gemeinschaftsausstellung des Israel Museums und der Ungarischen Nationalgalerie[29]
- 2016: Kunst aus dem Holocaust, Deutsches Historisches Museum[30]
- 2019: In bester Gesellschaft – Ausgewählte Neuerwerbungen des Berliner Kupferstichkabinetts 2009-2019, Kupferstichkabinett Berlin[31]
- 2023: Of Mystic Worlds, Drawing Center, New York, (8. März bis 14. Mai 2023), Tafel 7 & S. 38-39[32]
- 2024: Leaving Traces, Sixteen Works on Paper by Ilka Gedő (1921–1985) /Hinterlassen von Spuren, Sechzehn Arbeiten auf Papier von Ilka Gedő (1921–1985)/, Museum of Fine Arts, Houston, (MFAH), The Nancy and Rich Kinder Building, Gallery 207 - 9. März 2024 – 1. September 2024.[33][34]
- 2024: Meine Geschichte. Frühe Erinnerung an den Holocaust in den Werken von Zeitzeugen, Ungarische Nationalgalerie, Gebäude C, 2. Stock – 17. April – 21. Juli 2024[35]

## Werke in öffentlichen Sammlungen
- Ungarische Nationalgalerie, Budapest
- Ungarisches Jüdisches Museum, Budapest
- Museum des Königs Heiliger Stephan, Székesfehérvár, Ungarn
- The Yad Vashem Art Museum, Jerusalem
- The Israel Museum, Jerusalem
- The British Museum, Department of Prints and Drawings
- Museum Kunstpalast, Düsseldorf
- Jewish Museum (New York City)
- Kupferstichkabinett, Berlin
- Albright-Knox Art Gallery, Buffalo, New York, USA
- Museum of Fine Arts, Houston, Texas, USA
- Albertina Museum, Wien
- The Metropolitan Museum of Art, New York
- Herzog Anton Ulrich-Museum, Braunschweig
- The Cleveland Museum of Fine Arts
- MoMA, New York
- Städel Museum, Frankfurt am Main
- Kunstsammlung der Berliner Akademie der Künste